# Леночка (песня Александра Галича)
«Ле́ночка» («Пе́сня о Ле́ночке и эфио́пском при́нце», также известна по первой строке «Апре́льской но́чью Ле́ночка стоя́ла на посту́…») — первая авторская песня Александра Галича. В ней рассказана история «современной Золушки», «останкинской девочки», на которую обратил внимание африканский принц. Сам Галич называл эту песенку «ерундовой», но регулярно исполнял её во время своих выступлений, считая, что именно с «Леночки» он «начался как поэт»; при этом стихи Галич сочинял с юности и, будучи успешным драматургом и сценаристом, написал ряд стихов и песен к своим пьесам и кинофильмам. «Леночка» — одна из немногих весёлых пародийных песен Галича, хотя рассказанная в ней история оказывается по сути довольно грустной. Однако автор не акцентирует на этом внимание, и сатирический заряд песни уравновешивается карнавальной, смеховой манерой изложения и внешне благополучным финалом.

## Сюжет и художественные особенности песни
Песня «Леночка» была написана Александром Галичем в 1961 или 1962 году. В ней рассказывается сказочная история «останкинской девочки» Леночки Потаповой, служившей в милиции и случайно обратившей на себя внимание прекрасного принца, приехавшего в СССР с официальным визитом. Песня написана в лёгкой, юмористической манере и при этом обыгрывает в ироническом, пародийном ключе черты советской действительности. Писатель Василий Аксёнов вспоминал, что в 1960-е годы рассказанной в «Леночке» историей «наслаждалась вся Москва», а её автора, известного драматурга и сценариста, стали называть «Зощенко с гитарой». По мнению Аксёнова, история Леночки принадлежит к жанру городских мифов, «эпосу московских бичей и таксистов».
В первых куплетах песни описываются «прекрасная и гордая» героиня, стоящая ночью на посту у выезда из города, и её нелёгкая служба:

Судьба милиционерская —

Ругайся цельный день,

Хоть скромная, хоть дерзкая —

Ругайся цельный день.

Гулять бы ей с подругами

И нюхать бы сирень!

А надо с шоферюгами

Ругаться цельный день.
Нарочито примитивное изложение с повторами строк и утрированными просторечиями подчёркивает шуточность песни и придаёт повествованию стилизованный сказовый характер. При исполнении песни Галич усиливал её сказовую составляющую, повторяя последнюю строку в части куплетов и предваряя её ритмическим добавлением «Та-ти́-да-ри, та-ти́-да-ри…» или присказкой «Такая вот история…». В первоначальном рукописном тексте повтору строки предшествовал частушечный стих «Ах, милые-хорошие…».
В следующих куплетах происходит завязка истории — мимо Леночки пролетает правительственный кортеж, везущий иностранного гостя из аэропорта Шереметьево. В описании приближающегося кортежа, окруженного охраной из КГБ, явно чувствуется угроза:

Ревут сирены зычные,

Прохожий — ни-ни-ни!

На Лену заграничные

Огни летят, огни!
Леночка, у которой при виде кортежа «чуть-чуть дрожит коленочка, а ручка не дрожит», исправно выполняет свой служебный долг и даёт положенную отмашку. И тут случается невероятное: главная машина кортежа вдруг замедляет свой ход, и едущий в ней «красавец-эфиоп» бросает Леночке хризантему. В первоначальном варианте песни дальше следовал исключённый впоследствии Галичем куплет, где Леночка, забыв о постылой службе, стоит и нюхает подаренный ей цветок.
Наутро «товарища Л. Потапову» срочно вызывают в ЦК КПСС — фактически высший орган власти в СССР. И оказывается, что там, на происходящем в его честь приёме, эфиопский принц с нетерпением ждёт Леночкиного прибытия:

Уж свита водки выпила,

А он глядит на дверь,

Сидит с моделью вымпела

И всё глядит на дверь.

Все потчуют союзника,

А он сопит, как зверь,

Но тут раздалась музыка

И отворилась дверь:

Вся в тюле и в панбархате

В зал Леночка вошла,

Все прямо так и ахнули,

Когда она вошла.
Галич тут очень точно подмечает «приметы эпохи». Первый в СССР аэропорт международного класса «Шереметьево» был открыт незадолго до написания песни. Во второй половине 1950-х годов резко увеличилось количество визитов в СССР зарубежных лидеров, в том числе из стран Африки и Азии. Эти визиты часто сопровождались пышными приёмами и широко освещались в советской прессе. Модель вымпела, заброшенного советской межпланетной станцией на Луну, было принято дарить при важных государственных визитах, «тюль и панбархат», в которые нарядили Леночку перед тем как выпустить к высокому гостю, — дефицитные в СССР материалы, обычно недоступные простому обывателю, аналог сказочного «в серебре и золоте» и в то же время символ «высшего шика», вызывающей мещанской роскоши.
История заканчивается тем, что к Леночке пришла всемирная известность:

Когда, покончив с папою,

Стал шахом принц Ахмет,

Шахиню Эль Потапову

Узнал весь белый свет!
Последние слова Галич при исполнении произносил с торжественно-угрожающей интонацией — дескать, «знай наших!». Финал у песни внешне благополучный, но сама история оказывается довольно грустной — красавицу Леночку просто подарили важному союзнику вместе с моделью вымпела. По большому счету, это история о несвободе и неравенстве, о праве одних людей распоряжаться судьбами других. Однако в песне внимание на этом не акцентируется, и «Леночка» остаётся одной из немногих по-настоящему весёлых, сделанных в карнавально-смеховой манере песен Галича.

## История песни
С 1950-х годов в СССР начала массово распространяться авторская песня, в которой основную роль играли стихи, положенные на ритмическую песенную основу. «Леночка», написанная в самом начале 1960-х, стала первым опытом Галича в этом уже популярном к тому времени жанре. По воспоминаниям Станислава Рассадина, Галич обратился к авторской песне из «полусерьёзной» литературной ревности — «Булат может, а я не могу?» По другой известной версии, о которой вспоминает, в частности, Александр Мирзаян, на написание «Леночки» Галича «подбил» Михаил Анчаров. По воспоминаниям самого Галича, «Леночка» была написана им в купе поезда «Красная стрела», следующего в Ленинград, в качестве подарка писателю Юрию Герману, к которому он был приглашён с условием, что «придумает весёлую песенку». Эту версию подтверждают двоюродный брат Юрия Германа, художник Константин Клуге, и брат Галича, кинооператор Валерий Гинзбург: впервые «Леночка» была исполнена автором под рояль на дне рождения Юрия Германа вместе с несколькими песнями Вертинского. Впоследствии Галич исполнял «Леночку» и следующие свои песни под гитарный аккомпанемент. Сам он говорил о своей первой авторской песне следующее:
|  | И сочинял я её, в общем, всю ночь, но как-то я сочинил сразу, с ходу. То есть это заняло у меня часов пять, не больше. И когда я сочинил, я вышел в коридор и так подумал: «Э-э, батюшки! Несмотря на полную ерундовость этой песни, тут, кажется, есть что-то такое, чем, пожалуй, стоит заниматься». |

|  | Поэт Галич начался песней «Леночка», свалившейся на меня вдруг в поезде Москва—Ленинград, в 1961 г. А до того был драматург и киносценарист Галич, хороший или плохой, не мне судить, но мало похожий на нынешнего. Впрочем, кардинальная смена стиля со многими в литературе случалась». |

На одном из «квартирных» концертов Галич рассказывал, что начал писать авторские песни, первой из которых стала «Леночка», после того как несколько его пьес подряд были запрещены и сняты с репертуара, и у него возникло ощущение, что больше он ничего в драматургии сделать не сможет. Тогда он решил вернуться к стихам, которые начал писать ещё в юности. Исполнять свои стихи под гитару Галич стал из потребности находиться в контакте со своим слушателем и зрителем, видеть реакцию на своё творчество. Возможно, здесь также сыграли свою роль и дань распространявшейся тогда моде на «авторскую песню», и желание «не отстать» от других популярных авторов. Как бы то ни было, в результате Галич стал одним из знаковых поэтов и исполнителей советской эпохи. В своей книге «Генеральная репетиция» Галич назвал «Леночку» началом его «истинного, трудного и счастливого пути». Песни же, написанные им для пьес и кинофильмов, Галич, по его собственному выражению, «вообще не числил в своём песенном активе», хотя некоторые из них пользовались популярностью, а его «Комсомольская песня» из пьесы «Походный марш» в 1950-е годы часто звучала по радио.

## Возможные источники песни
После Великой Отечественной войны на улицах Москвы появилось большое количество девушек-регулировщиц, что и стало поводом для создания образа «милиции сержанта» Леночки Потаповой. На стилистику песни и некоторые черты образа Леночки повлияли популярные в окружении Галича и часто исполнявшиеся им в дружеских компаниях городские и блатные песни. Так, повторяющаяся в одном из куплетов строка «а ручка не дрожит» явно перекликается с блатной песней «Есть в саду ресторанчик приличный». Инверсия «милиции сержант» аналогична встречающейся в исполнявшемся Галичем варианте фольклорной песни «Из-за леса из-за гор едет к нам милиция». Поводом для появления в песне образа «эфиопского принца» мог быть визит в СССР императора Эфиопии Хайле Селассие, во время которого его наградили высоким советским орденом. При этом неуместный для эфиопа титул «шах» попал в песню, скорее всего, из широко освещавшегося в советской прессе визита в СССР шаха Ирана с супругой .
Песня «Леночка» на первый взгляд кажется извечным сюжетом о Золушке, перенесённым на советскую почву, где роль сказочного принца играет приехавший в СССР с официальным визитом «красавец-эфиоп царского звания», а придворного бала — приём в ЦК КПСС. Однако сам Галич говорил, что «сказку о Золушке не любит с детства», в его более поздней песне о «принцессе с Нижней Масловки» судьба современной Золушки раскрывается не в комедийном, а в лирико-драматическом ключе. В «Леночке», несмотря на её внешне благостный, святочный сюжет, отчётливо слышна авторская ирония, нацеленная не на саму героиню, но на обстоятельства, в которых разворачивается история. В то же время эта ирония недостаточна для того, чтобы поставить «Леночку» в один ряд с другими, откровенно обличительными сатирическими песнями Галича.
По версии, введённой в научный оборот исследователем авторской песни Анатолием Кулагиным, «Леночка», изначально написанная для исполнения в «своём кругу», является пародией на другую песню о «советской Золушке» — крайне популярную в те годы «Танечку» из известного фильма «Карнавальная ночь» — и даже полемизирует с ней. Сюжетно эти песни сходны, обе героини вырываются из повседневности, обращая на себя всеобщее внимание — Танечка, незаметная «работница питания», на карнавале превращается в красавицу-боярышню; Леночка служит регулировщицей, вынужденной «с шоферюгами ругаться цельный день», но вдруг оказывается приглашена на приём в ЦК КПСС и становится женой эфиопского принца, а потом и вовсе известной всему миру «шахиней». В обеих песнях используются одинаковые стихотворный размер и структура стиха, применён одинаковый приём с повтором варьирующихся последних строк куплета, сопровождаемых авторской ремаркой (в «Танечке» такой ремаркой служит диалог исполнительниц «Не может быть! // Представь себе…», в «Леночке» — совершенно необязательная и подчёркивающая легковесность песенки присказка «Такая вот история…» или, в первоначальной рукописи, частушечное «Ах, милые-хорошие…»). Также заметно и явное мелодическое сходство этих двух песен, причём использование известной мелодии в пародийных целях характерно и для всего последующего творчества Галича. Финалы же песен о «советских Золушках» оказываются совершенно различными — Танечка после бала возвращается к работе в заводской столовой, где посетители внезапно узнают в ней карнавальную «красавицу-боярышню», в то время как Галич, хорошо представлявший жизнь простой женщины, не видит для Леночки выхода в возвращении в повседневность, его героиня окончательно рвёт со своей предыдущей жизнью, и карнавальная маска («принцесса», а потом и «шахиня») становится её лицом. То, что Галич в своих выступлениях никогда не упоминал о пародийном характере «Леночки», объясняется, скорее всего, тем, что он не хотел и не считал нужным публично полемизировать с авторами «Карнавальной ночи», с которыми поддерживал как дружеские, так и профессиональные отношения. В то же время при исполнении песни «в своём кругу» её пародийный характер был очевиден, в том числе и близкому к кинематографическим кругам Юрию Герману, для которого была написана песня. При этом пародия оказалась острее и шире, чем просто «забава в дружеском кругу», и впоследствии пародирование различных видов официоза начинает играть очень важную роль в песенном творчестве Галича. Возможно, именно это он имел в виду, говоря о том, чем «стоит заниматься» после песни «Леночка», несмотря на её шуточный, «ерундовый» характер.

### Комментарии
1. ↑  В разных источниках приводятся различные годы написания «Леночки». В. Бетаки в составленном им сборнике произведений Галича приводит высказывание автора, в котором назван 1961 год[4]. 1961 год указан и в «Летописи жизни и творчества» Галича[5]. В то же время в собрании стихов и песен Галича, составленным художественным руководителем московского Центра авторской песни А. Н. Костроминым, приводится фрагмент фонограммы с рассказом Галича о создании «Леночки», где упоминается 1962 год[6].
2. ↑  Образ Останкино как характерной окраины Москвы позже возникает и в других песнях Галича — «Городской романс» («Тонечка»), «Мы не хуже Горация»[7].
3. ↑  Титула «шах» в реальной Эфиопии не существовало, но история про Леночку — сказочная, и соединение в одном лице ближневосточно-африканского антуража только подчёркивает фантасмагоричность происходящего[22].
4. ↑  Здесь речь идёт о запрете готовившейся постановки пьесы «Матросская тишина» в театре «Современник», пьесе «Август», поставленной в театре имени Комиссаржевской и снятой с показа после нескольких спектаклей по распоряжению городских властей, а позже «разгромленной» в прессе как «упадническая», а также, возможно, ещё одной, неустановленной, пьесе, предложенной Галичем для режиссёрского дебюта Леонида Хейфеца[24][25].
5. ↑  «...Держись, держись, держись, держись, // Крепись и чисти пёрышки! // Такая жизнь — плохая жизнь — // У современной Золушки!»[31]